# Kevin O'Neill (allenatore di pallacanestro)
Kevin O'Neill (Chateaugay, 24 gennaio 1957) è un allenatore di pallacanestro e dirigente sportivo statunitense, attivo nella NCAA e nella NBA.